# Ravnebjerg Kirke
Ravnebjerg Kirke ligger i Odense Kommune (Region Syddanmark, Hjallese Provsti). Sognet blev oprettet 1. oktober 2010. Kirken er tegnet af arkitekt og kongelig bygningsinspektør Jens Vilhelm Petersen og var den første, han tegnede. Grundstenen blev lagt 1. maj 1902 og samme år den 21. december kunne kirken indvies. Forud herfor var gået cirka ti års planlægning, idet man 1891 ønskede en bedre kirkelig betjening af Sanderum Sogns vestlige del. Byggeriet blev finansieret ved salg af en fæstegård, der tilhørte præstekaldet (dvs. Sanderums) samt ved en lokal indsamling. 
Efter opførelsen fungerede Ravnebjerg Kirke som kirkedistrikt under Sanderum Sogn, men blev 2007 lagt under Ubberud Sogn. 1. oktober 2010 blev Ravnebjerg et selvstændigt sogn. men fungerer nu som lejlighedskirke.

## Bygning
Den lille kirke er opført i nyromansk stil af blanke mursten og rødt tegltag og med rig brug af ornamenter og pynt inspireret af middelalderens formsprog. Den består af skib, et tårn med stor rundbuet portal samt et langstrakt kor. Tårnrummet tjener som våbenhus og flankeres af to mindre rum; det ene giver adgang til pulpituret. Tilsvarende flankeres koret af mindre, polygone udbygninger, der fungerer som henholdsvis materialrum og sakristi; sidstnævnte giver samtidig adgang til prædikestolen. Murværk og tag er senest renoveret 1981 af kongelig bygningsinspektør Ebbe Lehn Petersen (barnebarn af kirkens arkitekt). Kirken står endnu næsten fuldstændig med sit oprindelige udtryk.

## Inventar
Inventaret stammer så godt som udelukkende fra opførelsen 1902 og er tegnet af kirkens arkitekt, j. Vilhelm Petersen. Det er overvejende holdt i mørklakeret egetræ. Altertavlen stod først færdig 1903 og udført i en enkel skønvirkestil og rummer et maleri af Johan Christopher Schlichtkrull forestillende Jesu åbenbaring for Simon Peter (Joh. 21,15-19). Tilsvarende er Niels Bangs to relieffer af Dåben (Mat. 3,17) og Det Sande Vintræ (Joh. 15.1) tilgået 1903 som gave fra gårdejer Anders Rasmussen og hustru Marie Kam.